# Codice Rosso (legge)
La legge 19 luglio 2019, n. 69 (nota come "Codice Rosso") è una legge della Repubblica Italiana che rafforza la tutela di tutti coloro che subiscono violenze, per atti persecutori e maltrattamenti.

## Storia
Il 17 luglio 2019 fu approvato definitivamente dal Senato con 197 voti a favore, 47 astensioni e nessun voto contrario il cosiddetto Codice Rosso, Legge 19 luglio 2019, n. 69 recante "Modifiche al codice penale, al codice di procedura penale e altre disposizioni in materia di tutela delle vittime di violenza domestica e di genere". Il testo era già stato approvato dalla Camera dei Deputati, il 3 aprile 2019, con 380 voti a favore, nessun contrario e 92 astensioni. Il provvedimento entrò in vigore il 9 agosto.
La legge fu presentata nel Governo Conte I dal ministro della Pubblica amministrazione Giulia Bongiorno (Lega) con il concorso del Ministro della Giustizia Alfonso Bonafede (M5S).

## Contenuto
La legge deve il suo nome alla misura che prevede l'introduzione di una corsia veloce e preferenziale per le denunce e le indagini riguardanti casi di violenza, come avviene nei pronto soccorso per i pazienti che necessitano di un intervento immediato.
Dal punto di vista procedurale viene previsto che la polizia giudiziaria, una volta acquisita la notizia di reato, riferisca immediatamente al pubblico ministero, anche in forma orale. Il pubblico ministero, nei casi di delitti di violenza domestica o di genere, entro tre giorni dall'iscrizione della notizia di reato, deve assumere informazioni dalla persona offesa o da chi ha denunciato i fatti di reato. Il termine di tre giorni può essere prorogato solamente in presenza di imprescindibili esigenze di tutela di minori o della riservatezza delle indagini, pure nell'interesse della persona offesa. Il provvedimento introduce diversi inasprimenti di pena per reati di natura violenta, come nel caso in cui gli atti siano stati commessi in presenza o in danno di minori o donne in stato di gravidanza.
Per il delitto di maltrattamenti contro familiari e conviventi, da un intervallo compreso tra un minimo di 2 e un massimo di 6 anni, passa a un minimo di 3 e un massimo di 7. La pena per il reato di stalking passa da un minimo di 6 mesi e un massimo di 5 anni a un minimo di un anno e un massimo di 6 anni e 6 mesi. La violenza sessuale passa da 6 a 12 anni, mentre prima andava dal minimo di 5 e il massimo di 10. La violenza sessuale di gruppo passa a un minimo di 8 e un massimo di 14, prima era punita col minimo di 6 e il massimo di 12.
Altra novità introdotta è l'allungamento dei tempi per sporgere denuncia: la vittima ha 12 mesi per farlo e non più 6 come in passato.
La legge apporta ulteriori modifiche al codice penale introducendo alcune nuove fattispecie:
- Il reato di sfregio del volto, punito con la reclusione da 8 a 14 anni. Quando, per effetto del delitto in questione, si provoca la morte della vittima, la pena è l'ergastolo.
- Il delitto di diffusione illecita di immagini o video sessualmente espliciti senza il consenso delle persone rappresentate (cd. revenge porn), sanzionato con la reclusione da 1 a 6 anni e la multa da 5000 a 15 000 euro: la pena si applica anche a chi, avendo ricevuto o comunque acquisito le immagini o i video, li diffonde a sua volta per provocare un danno agli interessati. Il reato è commesso da chi diffonde, senza il consenso delle persone interessate, immagini o video sessualmente espliciti, che dovevano rimanere privati. La fattispecie è aggravata se i fatti sono commessi nell'ambito di una relazione affettiva, anche cessata, o attraverso l'uso di strumenti informatici.
- Il reato di costrizione o induzione al matrimonio o all’unione civile, punito con la reclusione da 1 a 5 anni. La fattispecie è aggravata quando il reato è commesso a danno di minori e si procede anche quando il fatto è commesso all'estero da o in danno di un cittadino italiano o di uno straniero residente in Italia.
- Violazione dei provvedimenti di allontanamento dalla casa familiare e del divieto di avvicinamento ai luoghi frequentati dalla persona offesa, sanzionato con la detenzione da 6 mesi a 3 anni.

Tra le modifiche apportate dal "Codice Rosso" vi è anche quella relativa alla misura cautelare del divieto di avvicinamento ai luoghi frequentati dalla persona offesa, in modo da permettere al giudice di garantire il rispetto della misura coercitiva attraverso procedure di controllo mediante mezzi elettronici o altri strumenti tecnici (c.d. braccialetto elettronico, introdotto in Italia nel 2001).
La legge prevede, inoltre, specifici obblighi formativi per il personale delle forze dell'ordine che esercita funzioni di pubblica sicurezza e di polizia giudiziaria, sia sul fronte della prevenzione sia su quello del perseguimento dei reati.

## Modifiche
Il 22 novembre 2023, con il Governo Meloni, il Senato ha definitivamente approvato, con 167 voti favorevoli e 0 contrari, il cosiddetto "DDL Roccella", di 19 articoli, che potenzia ulteriormente il Codice Rosso . La legge 168/2023, firmata dal Presidente della Repubblica Sergio Mattarella e pubblicata sulla Gazzetta Ufficiale il 24 novembre, è entrata in vigore il 9 dicembre 2023. .  
Tra le varie misure adottate vi è il potenziamento delle misure di prevenzione, le iniziative formative in materia di contrasto della violenza sulle donne e la violenza domestica, il rafforzamento delle misure cautelari e dell'uso del braccialetto elettronico, una modifica dell'articolo 13 della legge 122/2016, e disposizioni in materia di informazioni alla persona offesa del reato e obbligo di comunicazioni.